# Pericoma sinica
Pericoma sinica és una espècie d'insecte dípter pertanyent a la família dels psicòdids que es troba a Àsia: la Xina.